# Dán Wikipédia
A Dán Wikipédia a nemzetközi Wikipédia-projekt dán nyelvű változata, egy szabadon szerkeszthető internetes enciklopédia, amelyet a Wikimédia Alapítvány üzemeltet. 2008. július 21-én 90 720, 2015. augusztus 30-án 208 924 szócikket tartalmazott.
A dán nyelvű Wikipédia - eltérően az angol változattól - nem alkalmazza a fair use szabályozást, az oldalon található összes képnek (kivéve a Wikimédia logóinak) szabad licencűnek kell lennie. Ráadásként a Dán Wikipédiára feltöltött képeket egy héten belül szócikkekben kell használni, különben törlik őket. Ez a szigorú szabályozás azt eredményezi, hogy az online enciklopédiában használt ábrák tökéletes összhangban vannak a Wikimédia Commonsszal.
A szócikkek értékelésében eddig még nem vezették be a kiemelt szócikkek fogalmát, viszont léteznek olyan lapok, amelyek Anbefalede artikler státusszal bírnak - ez magyarul ajánlott szócikkeket jelent. Ezeket a Wikipédia közössége szavazáson választja ki, és mindegyikük előzőleg már elérte a Lovende artikler (ígéretes szócikkek) szintet.
A Dán Wikipédiában is megtalálhatók a műhelyek és a portálok, ezenkívül a hét szócikke fogalmát is megalkották, melynek keretében szavazás után a kezdőlapon látható egy lap. A szerkesztőket arra bátorítják, hogy ezt az adott cikket minél tartalmasabbá és minőségibbé fejlesszék fel. Ez a folyamat végül a szócikk nagyszerű állapotát eredményezi.
Mivel a dán nyelv kölcsönösen érthető a svéddel és a norvéggal, ezért a projekt adminisztrátorai együttműködnek az említett nyelveken létező Wikipédiák közösségével, gyakran a kezdőlapon is szerepel egy cikk a más nyelvű Wikipédiából. A Wikimédia a Meta-Wikiben létrehozott egy külön szekciót az együttműködésnek, ez a Scanwiki.

## Mérföldkövek
- 2002. február 1. - Elindul a dán Wikipédia.
- 2003. február 2. - Elkészül az 1 000. szócikk.
- 2003. június - Elkészül a 10 000. szócikk.
- 2005. június - Elkészül a 25 000. szócikk.
- 2006. szeptember 30. - Elkészül az 50 000. szócikk.
- 2008. december 29. - Elkészül a 100 000. szócikk.
- 2011. május 25. - Elkészül a 150 000. szócikk.
- 2015. június 11. - Elkészül a 200 000. szócikk.
- Jelenlegi szócikkek száma: 258 940 (2020. május 1.)

## Fordítás
- Ez a szócikk részben vagy egészben  a   Danish Wikipedia című angol Wikipédia-szócikk ezen változatának fordításán alapul.  Az eredeti cikk szerkesztőit annak laptörténete sorolja fel. Ez a jelzés csupán a megfogalmazás eredetét és a szerzői jogokat jelzi, nem szolgál a cikkben szereplő információk forrásmegjelöléseként.